# Rameau carpien palmaire de l'artère radiale
Le rameau carpien palmaire de l'artère radiale est une branche artérielle de la main.

## Origine
Le rameau carpien palmaire de l'artère radiale est une petite branche de l'artère radiale qui naît près du bord inférieur de l'os trapèze du carpe.

## Trajet
Il se dirige transversalement à l'avant du carpe et s'anastomose avec le rameau carpien palmaire de l'artère ulnaire.